# Geschiedenisdidactiek
Geschiedenisdidactiek is een wetenschappelijke discipline die zich bezighoudt met de vorming, ontwikkeling en ontsluiting van het historisch besef. Het is geen subdiscipline van de algemene didactiek, maar een zelfstandig discipline, met banden naar de geschiedeniswetenschap (in het bijzonder de theorie van de geschiedenis), onderwijswetenschappen resp. pedagogie en psychologie evenals sociale en cultuurwetenschappen.
Het schoolse geschiedenisonderwijs is de eerste, maar niet het enige onderzoeksgebied van geschiedenisdidactiek. Doel van de geschiedenisdidactiek is om het vak geschiedenis duidelijk en aantrekkelijk te maken voor de leerling.
In het verleden hebben vooraanstaande psychologen en pedagogen onderzoek verricht naar de ontwikkeling van het historisch besef bij kinderen. In de 19de eeuw was de Zwitserse psycholoog Jean Piaget die onderzoek naar onder andere het historisch denken. In de 20ste eeuw was het de Duitse psycholoog/pedagoog Heinrich Roth die de zeven ontwikkelingsstadia ontwikkelde.
Bij de didactiek van de geschiedenis speelt beleving een heel belangrijke rol. Was het in de vorige eeuw hoofdzaak om jaartallen en gebeurtenissen te weten, nu wordt de leerling geleerd hoe men verbanden kan zien tussen de verschillende gebeurtenissen en is het belangrijk om historisch te redeneren. 
De docent geschiedenis dient kundig met zijn vak om te gaan. Daartoe zijn er verschillende mogelijkheden, namelijk:
- het onderwijsleergesprek. Dit houdt in dat de docent kennis aanwakkert bij de leerlingen. het is geen discussie, maar door middel van doorvragen (dus geen overhoring) wordt de kennis getoetst van de leerling. Het doorvragen gebeurt door middel van denkstappen.
- videobeelden. Videofragmenten, maar ook films, geven de leerlingen inzicht in het verleden. Tegenwoordig wordt steeds vaker gebruikgemaakt van het internet, omdat steeds meer historische fragmenten via dit medium worden getoond.
- het verhaal. Het verhalende aspect van de geschiedenis is een doeltreffende methode om het vak te laten leven. Naast dat het een spannend verhaal moet zijn, moet de docent te allen tijde ook hebben voor de werkelijkheid. Daarnaast maak je de beleving groter, als je gebruikmaakt van burgers als hoofdpersonen en geen bekende helden (Columbus, Napoleon e.d.).

Deze  methodes worden in de praktijk dikwijls gecombineerd en wordt hiervoor ruimte gegeven in de lesplannen. Desalniettemin wordt er ook gebruikgemaakt van de schoolboeken
In de geschiedenisdidactiek speelt betekenisvol geschiedenisonderwijs een belangrijke rol en vanuit deze pijler worden de methodes toegepast. 
De geschiedenisdidactiek is een vak binnen de lerarenopleiding geschiedenis.